# Теодор Драйзер
Теодор Херман Алберт Драйзер (на немски: Theodore Herman Albert Dreiser, на английски си произнася най-близко до Тиъдор Хърман Албърт Драйзър) е американски писател, представител на натурализма.
Неговите романи реалистично обрисуват истинския живот в сурова светлина. Романите на Драйзер са били смятани за аморални и той се бори през целия си живот срещу цензурата и популярния вкус. Всичко започва със „Сестра Кери“ (1900). Чак през 1981 г. този роман е публикуван в неговия оригинален вид. Основната тема при Драйзер е конфликтът между човешките нужди и изискванията на обществото за материален успех.

## Биография и творчество
Теодор Драйзер е роден в Тера Хоут, Индиана на 27 август 1871 г. Той е девето от десет деца, а родителите му са бедни. През 1860-те баща му, набожен немски емигрант-католик, се опитва да разкрие собствено производство за вълнен плат, но тя е разрушена при пожар и семейството живее в бедност. Образованието на Драйзер е неорганизирано, семейството често се мести от градче към градче. Той напуска дома си на 16 години и работи на различни места. С помощта на свой бивш учител, постъпва в университета на Индиана и прекарва 1889 – 1890 година там, но напуска само след година. През целия си живот обаче Драйзер ненаситно чете.

## Творчество
През 1892 г. Драйзер започва да пише за Chicago Globe, а после се премества на по-добра работа в St. Louis Globe-Democrat. През 1898 г. той се жени за Сара Уайт, учителка от Мисури, но бракът им е нещастен. На практика Драйзер се разделя с нея през 1909 г., но сериозно никога не търси развод. В собствения си живот Драйзер прилага принципа, че най-големият апетит на мъжа е половият – желанието за секс го кара да поддържа връзки с няколко жени наведнъж. Връзката му с Ивет Секей Истмън е описана в „Dearest Wilding“ („Скъпият ми звяр“) от самата Ивет (1995) – когато се срещат, тя е на 16, а Драйзер – 40 години по-възрастен.
Като романист Драйзер дебютира със „Сестра Кери“ – много силен разказ за възхода на младо работещо момиче до театрална звезда. „Тя беше осемнадесетгодишна, умна, плаха и пълна с илюзиите на невежеството и младостта. Каквото и съжаление да изпълваше нейните мисли при прощаването, то в никакъв случай не беше тъга по някакви предимства, от които сега се отказваше. Поток от сълзи при прощалната целувка на майка ѝ, леко стягане в гърлото, когато колите изтрополиха до мелницата, където баща ѝ работеше през деня, жалостива въздишка, докато познатите зелени околности на селото преминаваха пред очите ѝ – и нишките, свързващи я така леко към моминството и дома бяха невъзстановимо прекъснати“. (по изданието от 1981)
Президентът на издателството, Франк Дъбълдей, не одобрява работата – Драйзер осветява недостатъците на своите герои, но не ги осъжда и допуска порокът да бъде награден, вместо наказан. Никакъв опит не е направен да се подпомогне книгата. „Сестра Кери“ е преиздадена през 1907 и става един от най-прочутите романи в литературната история. Филмовата версия на Уилям Уайлър с участието на Лорънс Оливие и Дженифър Джоунс е създадена в разгара на студената война и ерата на макартизма.
Мизерните 500 продадени бройки от първия му роман и семейните проблеми докарват Драйзер до ръба на самоубийството. Той заема разнообразни длъжности. Като главен редактор на три женски списания е принуден да напусне през 1910 заради любовна история на работното място. През 1911 се появява „Джени Герхарт“, вторият роман на Драйзер. В него се разказва за млада жена, Джени, която е съблазнена от сенатор. Тя ражда извънбрачно дете, но жертва собствените си интереси, за да не навреди на кариерата на любовника си. Пасажът, където любовникът на Джени, Лестър Кейн, син на богато семейство, ѝ разказва за контрацептивите, е премахнат от Рипли Хичкок, редактора на Harper & Brothers.
„Джени Герхарт“ е последвана от романи за живота на американски транспортен магнат Чарлз Т. Джъркс, „Финансист“ (1912) и „Титан“ (1914), които показват влиянието на еволюционните идеи на Хърбърт Спенсър и концепцията на Ницше за свръхчовека. Последният том от трилогията, „Стоик“, е довършен през 1945.
„Геният“ – полуавтобиографичният роман на Драйзер (1915), е порицан от Нюйоркското дружество „Борба с порока“. Книгата остава извън пазара, докато не е издадена отново пет години по-късно.
Комерсиално най-успешният роман на Драйзер е „Американска трагедия“ (1925), приспособен за екран за първи път през 1931 с режисьор Джоузеф фон Стърнбърг. Драйзер е категорично против филмовата версия, защото представя младежа убиец като жаден за секс мързелив безделник. Втората филмова адаптация, озаглавена Място под слънцето е от 1951 година с участието на Монтгомъри Клифт и Елизабет Тейлър.
„Американска трагедия“ разказва историята на един младеж, Клайд Грифитс, нерешителен като Хамлет, който има намерение да постигне успех и слава. След автомобилна катастрофа, Клайд е нает на работа от далечен роднина, собственик на фабрика за яки на ризи. Клайд съблазнява Роберта Алдън, работничка от фабриката, но после се влюбва в Сондра Финчли, момиче от местната аристокрация. Роберта, вече бременна, настоява Клайд да се ожени за нея. Той я извежда на разходка с гребна лодка в изолирано езеро и при странна поредица от „случайности“ тя се удавя. Процесът на Клайд, присъдата и изпълнението ѝ заемат останалата част от обемистата книга. Драйзер показва, че едно материалистично общество е толкова виновно, колкото и самият убиец. Драйзер основава този роман на свое лично проучване по действителен случай през юли 1906. „Американска трагедия“ е забранена в Бостън през 1927.
Много от произведенията на Драйзер са резултат от жизнения му опит като бедняк през младостта му. Сред неговите редки екскурзии из областта на фантазията е разказът „Ръката“ (1920). В него се разказва за убийство и обсебването на убиеца от духа на убития, но отново зад кошмара на главния герой са познатите теми на романите на Драйзер – страхът на изгубващия социална позиция, чувството на нравствена вина, породено от невъздържаната борба към успех.
През 1919 Шъруд Андърсън пише за Драйзер:„... той е много, много стар. Аз не знам колко години е живял, може би четиридесет, може би петдесет, но той е много стар. Нещо сиво, голо и болезнено, което е в целия свят – може би завинаги – е персонифицирано в него“.
След смъртта на жена си през 1942 г. Драйзер се жени за братовчедка си Хелън Ричардсън, която живее с него от 1919. Драйзер умира в Холивуд, Калифорния, на 28 декември 1945 г. В последните месеци от живота си става член на Комунистическата партия. През 20-те години пътува до Русия и обрисува преживяванията си в „Русия през погледа на Драйзер“ (1928). По време на управлението на Джон Едгар Хувър като директор на ФБР (1924 – 1972) Драйзер е смятан за опасен за сигурността елемент и ФБР води досие за него.
Подобно на много интелектуалци от 30-те (Ърнест Хемингуей, Джон Дос Пасос и др.), Драйзер отива в Испания по време на гражданската война като защитник на републиканското правителство. Само малък брой писатели от онова време поддържат Франко – Джордж Сантаяна и Езра Паунд са сред най-прочутите франкисти.

## Другите за него
| „                                                                                  | Той имаше огромно влияние върху американска литература по време на първата четвърт на века – и за известно време беше самата американска литература, единственият писател, за когото си струваше да се говори в същия дух като за европейските майстори. От страстите, противоречията и страданията той изтръгна изкуство, което беше неговото спасение от нагона и депресиите, които го измъчваха. Нищо чудно, че издигна съзидателния принцип до божественост и насърчи с думи и пример искрения изказ и у други писатели. | “ |
| от „Теодор Драйзер – американското пътешествие 1908 – 1945“, Ричард Линджмън, 1991 | |   |

### Белетристика
- Sister Carrie (1900)
- Jennie Gerhardt (1911)
- The Financier (1912)
- The Titan (1914)
- The "Genius" (1915)
- Free and Other Stories (1918)
- An American Tragedy (1925)
- Chains: Lesser Novels and Stories (1927)
- The Bulwark (1946)
- The Stoic (1947)

### Драматургия
- Plays of the Natural and Supernatural (1916)
- The Hand of the Potter (1918), поставена за първи път през 1921

### Поезия
- Moods: Cadenced and Declaimed (New York: Boni & Liveright, 1926), 127 poems in a strictly limited edition of 550 numbered copies signed by the author, of which 535 were for sale; revised and enlarged as Moods: Philosophical and Emotional (Cadenced and Declaimed) (New York: Simon & Schuster, 1935)

### Есеистика и мемоари
- A Traveler at Forty (1913)
- A Hoosier Holiday (1916)
- Twelve Men (New York: Boni & Liveright, 1919)
- Hey Rub-a-Dub-Dub: A Book of the Mystery and Wonder and Terror of Life (New York: Boni & Liveright, 1920)
- A Book About Myself (1922); republished (unexpurgated) as Newspaper Days (New York: Horace Liveright, 1931)
- The Color of a Great City (New York: Boni & Liveright, 1923)
- Dreiser Looks at Russia (New York: Horace Liveright, 1928)
- My City (1929)
- A Gallery of Women (1929)
- Tragic America (New York: Horace Liveright, 1931)
- Dawn (New York: Horace Liveright, 1931)
- America Is Worth Saving (New York: Modern Age Books, 1941)
- Notes on Life, edited by Marguerite Tjader and John J. McAleer (University of Alabama Press; 1974)
- Theodore Dreiser: Political Writings, edited by Jude Davies (University of Illinois Press; 2011) 321 pages